# Marthana siamensis
Marthana siamensis is een hooiwagen uit de familie Sclerosomatidae.